# Kanton Toulouse-12
Der Kanton Toulouse-12 war von 1973 bis 2015 ein französischer Wahlkreis im Arrondissement Toulouse, im Département Haute-Garonne und in der Region Midi-Pyrénées.
Der Kanton bestand aus folgenden Stadtteilen von Toulouse:
- Bellefontaine
- Mirail-Université
- La Reynerie
- Les Pradettes
- Saint-Simon